# Kondratów (rejon złoczowski)
Kondratów (ukr. Кіндратів) – dawna wieś w obwodzie lwowskim, w rejonie złoczowskim na Ukrainie.

## Położenie
Według Słownika geograficznego Królestwa Polskiego i innych krajów słowiańskich: Kondratów to wieś w powiecie złoczowskim, położona 14 km na południowy-zachód od Złoczowa i 2 km na wschód od urzędu pocztowego w Gołogórach. We wsi jest szkoła filialna. 
Wieś prawa wołoskiego, położona była w drugiej połowie XV wieku w ziemi lwowskiej województwa ruskiego. 
W II Rzeczypospolitej wieś w powiecie złoczowskim województwa tarnopolskiego.
14 kwietnia 1944 nacjonaliści ukraińscy z OUN-UPA zamordowali tutaj 50 Polaków, paląc i rabując polskie gospodarstwa.

## Ludność
Według spisu z roku 1880 było 272 mieszkańców w gminie, 18 na obszarze dworu, w tym 240 wyznania rz.-kat., reszta obrządku gr.-kat. Rzym.-kat. i gr.-kat. parafia znajdowały się w Gołogórach.